# Демер
Демер (на нидерландски: Demer; на френски: Démer), често наричана Демра, е река в източната част на Белгия с дължина 85 км.
Реката е десен приток на река Дейле. Извира близо до град Тонгерен. Протича през белгийските провинции Лимбург и Фламандски Брабант. Влива се в река Дейле при град Верхтер в община Ротселар.
Притоци на Демер са реките Гете и Херк, и двете разположени в община Хален, окръг Хаселт, област Лимбург.
Най-важните градове по поречието на Демер, като се започне от извирането ѝ до вливането ѝ в река Дейле, са: Билзен, Хаселт, Дийст и Арсхот.
За пръв път реката е спомената през 870 г. Съгласно Меерсенския договор по Демер преминава част от границата на разделените владения на починалия предната година бездетен лотарингски крал Лотар II.

## Галерия
- Изворът на Демер край Кетсинген
- Демер край Хаселт
- Вливането на Демер (вляво) в Дейле